# Open Automotive Alliance
L'Open Automotive Alliance ou (OAA) est un regroupement de grands groupes des secteurs automobile et technologique créé dans le but d’intégrer le système Android dans les véhicules. Il a été annoncé lors de l'édition 2014 du CES de Las Vegas, le 6 janvier 2014.

## Objectifs
Le but de l'Open Automotive Alliance est de créer une plateforme de développement connectée et contrôlée par Google pour les véhicules, qui prendra place dans le système multimédia du véhicule.
Cette plateforme commune permettra d'implémenter les nouvelles technologie plus facilement dans les véhicules.

## Membres de l'alliance
Les membres de l'Open Automotive Alliance sont:
| Date d’adhésion             | Fabricants automobiles | Éditeurs de logiciels | Fondeurs                  | Équipementiers |
| --------------------------- | --- | --------------------- | ------------------------- | --- |
| Membres lors de la création | - Audi - General Motors - Honda - Hyundai | - Google - CloudCar   | - Nvidia                  | |
| Juin 2014                   | - Abarth - Acura - Alfa Romeo - Bentley - Chevrolet - Chrysler - Dodge - Fiat - Ford - Infiniti - Jeep - Kia - Maserati - Mazda - Mitsubishi - Nissan - Opel - Ram - Renault - SEAT - Škoda - Subaru - Suzuki - Volkswagen - Volvo | - Symphony Teleca     | - Freescale Semiconductor | - Alpine - Clarion - Continental Automotive - Delphi Automotive - Fujitsu Ten (en) - Harman - JVC-Kenwood - LG - Panasonic - Parrot - Pioneer - Renesas |
| Avril 2016                  | - Mercedes Benz |                       |                           | |